# セツリ SINNER'S AMBITION
『セツリ SINNER'S AMBITION』（セツリ シナースアンビション）は浅井蓮次によるアクション漫画。『月刊ガンガンWING』で連載され、単行本が全3巻発売されている。通称『セツリ』。

## 登場人物
川澄ゆう紀（かわすみ ゆうき）
父親が警察官。警察官にあこがれている。風の操力を持つ。
麻生哉（あそう かな）
背が高くどこにいても見つけやすかった。
秋山（あきやま）
佐名剛と同一存在。実験体である哉を守ってきた。
ライナス・キング（Linus King）
夢子とゲームソフトのことでけんかをしたことがある。ゆう紀が好き。
小林紅一（こばやし こういち）
蒼一と同一存在。
小林蒼一（こばやし そういち）

実験体 一号（じっけんたい いちごう）

華井純（はない じゅん）

佐名夢子（さな ゆめこ）
佐名剛の娘。母親と同一存在だがすでに死亡。死後、母親は夢子の体を自由に動かせる。(その間夢子自身の意識は無い。)幽霊の操力を持つ。
メイ・ナシモト（May Nashimoto）

佐名剛（さな つよし）

智美（ともみ）

## 用語
操力（そうりょく）

同一存在（どういつそんざい）

夷叉門市（いさかどし）

夷叉門市警察署操力保安課（いさかどしけいさつしょそうりょくほあんか）

佐名製薬（さなせいやく）

夷叉（いさ）